# Matthew Polenzani
Matthew Polenzani est un chanteur lyrique ténor américain, né en 1968.

## Biographie et carrière
Originaire de Chicago, il vit à New York depuis 1997 où il s'est installé après avoir terminé son programme de formation à Chicago. Depuis ses débuts au Metropolitan Opera cette même année, il est régulièrement apparu sur cette scène.

### Débuts
C'est dans le petit rôle de Khrushchov (Boris Godounov) qu'il débute en décembre 1997 aux côtés de Samuel Ramey sous la direction de Valery Gergiev. Il enchaine au début de l'année 1998 avec la Flûte enchantée, où il incarne à nouveau un tout petit rôle, celui du prêtre ténor avant d'être le messager de Samson et Dalila, toujours sur la scène de New York où il côtoie les stars de l'époque, tel Placido Domingo en Samson et pratique un peu tous les répertoires qu'un jeune ténor lyrique peut aborder, dans toutes les langues, puisqu'après une petite prestation en russe, il chante en français puis en allemand pour l'un des nobles de Lohengrin ainsi que le Vogelgesang de Die Meistersinger von Nürnberg, et en italien, dans le rôle un peu plus consistant d'Arturo dans Lucia di Lammermoor, le tout durant l'année 1998. Véritable ténor de troupe au Metropolitan Opera, le jeune Matthew Polenzani poursuit l'expérience de multiples petits rôles très variés durant les années suivantes, Vanya dans Katja Kabanova, un jeune homme dans Moses und Aron, le Maitre de cérémonie dans la Dame de pique, le chanteur italien dans Rosenkavalier, aux côtés du couple légendaire formé par Susan Graham en Octavian et Renée Fleming en maréchale, sous la direction de James Levine. En 2002 en incarnant le comte Almaviva dans le Barbier de Séville, il aborde les premiers rôles dans des emplois de ténor lyriques du répertoire italien et français qui sont devenus sa spécialité. Les rôles plus importants se succèdent alors au Metropolitan Opera : en 2003 il est le Chevalier de la Force dans les Dialogues des carmélites, Iopas dans Les Troyens, Narraboth dans Salome, incarnée par Karita Mattila sous la direction de Valéry Gergiev.

### Ténor mozartien
Mozart lui permet en 2004, d'incarner ses premiers rôles vraiment importants où il se distinguera et qu'il reprendra très souvent dans sa carrière : Don Ottavio dans Don Giovanni aux côtés de Peter Mattei dans le rôle-titre, Tito dans La clemenza di Tito ou Tamino dans la Flûte enchantée, à l'occasion de la nouvelle production de Julie Taymor. Il assure d'ailleurs plusieurs reprises de ce rôle dans cette mise en scène au Metropolitan Opera, en 2006  — l'une des représentations a été filmée pour un DVD — puis en 2007 et en 2010. De la même manière Don Ottavio (Don Giovanni) devient l'une de ses cartes de visite, qu'il chante également sur d'autres scènes comme le Festival de Salzbourg en 2008 ou encore l'Opéra de Paris en 2015 dans la mise en scène d'Haneke. Il chante également régulièrement Belmonte dans L'Enlèvement au sérail ou Ferrando dans Cosi Fan Tutte, notamment au Seattle Opera en 2006 et à Paris en 2011. Il aborde enfin quelques années plus tard le rôle-titre d'Idomeneo, re di Creta, au Metropolitan Opera en 2017, dans la mise en scène de Jean-Pierre Ponnelle, retransmise dans les cinémas du monde entier en live HD puis à l'Opéra de Munich en 2021.

### Ténor lyrique dans les répertoires italiens et français
Matthew Polenzani aborde également durant sa carrière les rôles les plus emblématiques du répertoire français. Sa belle diction dans cette langue, est généralement soulignée. En 2013 il chante le rôle-titre des Contes d'Hoffmann aux côtés de l'Antonia de Natalie Dessay à l'Opéra de San Francisco et reprend ce rôle peu après, en 2015, au Metropolitan Opera. En 2016, il est également remarqué en Fernand, dans La Favorite, incarnée par Elīna Garanča, et mise en scène par Amélie Niermeyer, l'un des événements de la saison de l'Opéra de Munich, puis en Nadir dans Les Pêcheurs de perles aux côtés de Diana Damrau, dans une mise en scène de Penny Woolcock, cette fois au Metropolitan Opera. Ces deux prestations feront l'objet de retransmissions et de sorties de DVD. Il a également chanté Des Grieux dans le Manon de Massenet au Royal Opera House, Gerald dans Lakmé, Faust dans la Damnation de Faust.
En 2022, il est Don Carlos dans l'opéra de Verdi au Metropolitan Opera, dans la mise en scène de David Mc Vicar, aux côtés de Sonya Yoncheva.
Mais c'est dans le répertoire italien que Matthew Polenzani réalise la majorité de ses performances. Citons le rôle d'Edgardo cette fois, dans Lucia Di Lammermoor à l'Opéra de Paris en 2007, celui de Tebald dans I Capuleti e i Montecchi, aux côtés de la Juliette d'Anna Netrebko et du Roméo de Joyce DiDonato, toujours à l'Opéra de Paris en 2008, celui de Nemorino dans L'elisir d'amore avec lequel il ouvrira la saison 2012-13 du Metropolitan Opera aux côtés d'Anna Netrebko et qu'il a repris plusieurs fois, notamment à New York en 2018  et plus récemment encore, en 2021, à l'Opéra de Paris. Il a beaucoup chanté également Alfredo dans La traviata, plusieurs fois avec des captations pour publication de DVD comme en 2003 au festival d'Aix-en-provence ou le Duc de Mantoue dans Rigoletto. Il chante également dans deux œuvres plus dramatiques de Donizetti, Maria Stuarda et Roberto Devereux.
Il a chanté à plusieurs reprises la partie de ténor dans le Requiem de Verdi, à la Scala de Milan et au Metropolitan Opera, en 2021, à l'occasion de la commémoration du 11 septembre.
Il ouvre la saison 2022-23 du Metropolitan Opera en chantant Jason (Giasone) dans le Médée de Cherubini où Sondra Radvanovsky incarne le rôle-titre.
Il reprendra en novembre 2022, le rôle de Don Carlo, mais cette fois dans la version italienne, au Teatro San Carlo de Naples.

## Discographie et Vidéographie

### Albums
- Matthew Polenzani, Julius Drake - Song By Schubert, Beethoven, Britten And Hahn (CD, Album) Wigmore Hall Live
- Brahms - Kožená · Polenzani · Quasthoff · Rost · Levine · Bronfman - Lieder & Liebeslieder Waltzes (CD, Album) Deutsche Grammophon,

### Vidéos
- Fidelio, Ludwig van Beethoven avec Karita Mattila, Ben Heppner, René Pape, Falk Struckmann, Robert Lloyd (4), Matthew Polenzani, Jennifer Welch-Babidge, The Metropolitan Opera* - (DVD-V, NTSC) Deutsche Grammophon, 2003.
- Die Meistersinger Von Nürnberg, Richard Wagner avec James Morris, Karita Mattila, Ben Heppner, Thomas Allen, René Pape, Matthew Polenzani, Jill Grove, The Metropolitan Opera Orchestra* and Chorus*, James Levine (2) - (2xDVD-V, NTSC) Deutsche Grammophon, 2004.
- La traviata, Verdi, Festival d'Aix en Provence, avec Mireille Delunsch, Matthew Polenzani, Zeljko Lucic -  DVD 2003.
- Don Pasquale, Donizetti avec Anna Netrebko, Matthew Polenzani, Mariusz Kwiecień, John Del Carlo, Chorus And Orchestra Of The Metropolitan Opera*Conductor  James Levine (2) - Don Pasquale Deutsche Grammophon 2010
- La Favorite, Gaetano Donizetti (Compositeur) avec Elina Garanca, Matthew Polenzani, Mariusz Kwiecien, Karel Mark Chichon (Chef d'orchestre) ) Bayerischen Staatsoper, DVD paru le 21 juillet 2017
- Les Pêcheurs de perles, Bizet, Gianandrea Noseda (Chef d'orchestre) Diana Damrau, Matthew Polenzani, Mariusz Kwiecien, Nicolas Testé  The Metropolitan Opera of New York (Interprète) Paru le 20 janvier 2017
- Maria Stuarda, Donizetti, avec Joyce DiDonato, Elza van den Heever, Matthew Polenzani, Erato, 2015.